# Flight to Fury
Pour plus de détails, voir Fiche technique et Distribution.
Flight to Fury est un film américano-philippin réalisé par Monte Hellman, sorti en 1964.

## Synopsis
Une expédition recherche un trésor caché dans l'une des îles des Philippines.

## Fiche technique
- Titre français : Flight to Fury
- Réalisation : Monte Hellman
- Scénario : Monte Hellman, Jack Nicholson et Fred Roos
- Photographie : Mike Accion
- Production : Walter Phelps, Eddie Romero et Fred Roos
- Pays de production : États-Unis - Philippines
- Format : Noir et blanc - 1,37:1 - Mono
- Genre : aventure
- Date de sortie : 1964

## Distribution
- Dewey Martin : Joe Gaines
- Fay Spain : Destiny Cooper
- Jack Nicholson : Jay Wickham
- Jacqueline Hellman : Gloria Walsh
- Vic Diaz : Lorgren
- Joseph Estrada : Garuda